# Выборы в Италии
Выборы в Италии пяти типов: национальные выборы (выборы в национальный парламент), европейские (выборы в Европарламент), региональные (выборы советов и президентов областей), провинциальные (выборы президентов и советников провинций) и муниципальные (выборы мэров и коммунальных советников). Так как Италия является парламентской республикой то президент Республики избирается на семилетний срок обеими палатами парламента на совместном заседании вместе со специальными выборщиками, назначаемыми региональными советами.
Выборы на национальном уровне проводятся периодически для формирования парламента, состоящего из двух палат: Палаты депутатов (итал. Camera dei Deputati) с 408 членами и Сената Республики (итал. Senato della Repubblica) с 200 избираемыми членами, а также несколькими назначаемыми президентом пожизненно сенаторами.
В Италии с 1993 по 2005 год национальные выборы проводились по смешанной мажоритарной системе. С 2006 года на национальном уровне была введена пропорциональная система с закрытыми списками. В 2020 году состоялся конституционный референдум, который сократил число членов парламента с 630 до 408 в Палате депутатов и с 315 до 200 в Сенате Республики.
Последние в Италии выборы на национальном уровне состоялись 25 сентября 2022 года.

## Выборы в Европейский парламент
Поскольку пропорциональное представительство по партийным спискам было традиционной избирательной системой Первой Итальянской Республики с момента её создания в 1946 году и по 1994 год, оно было принято для выборов итальянских членов Европейского парламента (MEP) с 1979 года. Было введено два уровня: национальный для разделения мест между партиями и окружной для распределения мандатов их между кандидатами в открытых списках. Было создано пять избирательных округов, каждый из которых включал от 2 до 6 регионов Италии и избирал фиксированное количество членов Европарламента. На национальном уровне места делятся между партийными списками с использованием метода наибольшего остатка с квотой Хэра. Места распределяются между партиями, а затем между их кандидатами, набравшими наибольшее количество голосов. В преддверии выборов в Европейский парламент 2009 года в Италии итальянский парламент ввёл избирательный порог в размере 4 %. Исключение было предоставлено партиям, представляющим некоторые языковые меньшинства, поскольку такие списки могут быть связаны с одной из основных партий путём объединения их голосов, при условии, что эти партии достигнут 4%-ного порога и кандидаты от партий меньшинства получат достаточное количество голосов, не менее 50 000 за основного кандидата.
Каждая политическая партия, которая намерена принять участие в выборах в Европейский парламент, должна собрать не менее 30 000—35 000 подписей избирателей, имеющих право голоса, для каждого избирательного округа, из которых не менее 3 000 подписей для каждого региона. Однако некоторые участники выборов освобождаются от сбора подписей: все у которых есть своя группа в Палате депутатов или Сенате Республики, все партии, которые участвовали в последних выборах со своим собственным символом и которые избрали хотя бы одного парламентария, все списки, которые содержат символ списка, уже освобожденного от сбора подписей, и списки, в символе которых упоминается европейская политическая партия или партия другой страны в рамках Европейского союза, которая избрала хотя бы одного депутата Европарламента на последних европейских выборах. Последнее условие было установлено в 2019 году избирательными управлениями округов.
| Выборы | Дата       | Победившая партия      | Лидер              | Голоса | Мест     | Явка   |
| ------ | ---------- | ---------------------- | ------------------ | ------ | -------- | ------ |
| 1979   | 10 июня    | Христианские демократы | Бениньо Дзакканини | 36,5 % | 29 из 81 | 85,7 % |
| 1984   | 17 июня    | Коммунисты             | Алессандро Натта   | 33,3 % | 27 из 81 | 82,5 % |
| 1989   | 18 июня    | Христианские демократы | Арнальдо Форлани   | 32,9 % | 26 из 81 | 81,1 % |
| 1994   | 12 июня    | «Вперёд, Италия»       | Сильвио Берлускони | 30,6 % | 27 из 87 | 73,6 % |
| 1999   | 13 июня    | «Вперёд, Италия»       | Сильвио Берлускони | 25,2 % | 22 из 87 | 69,7 % |
| 2004   | 13 июня    | «Олива»                | Романо Проди       | 31,1 % | 28 из 78 | 71,7 % |
| 2009   | 6 и 7 июня | «Народ свобод»         | Сильвио Берлускони | 35,3   | 29 из 72 | 65,1 % |
| 2014   | 25 мая     | Демократы              | Маттео Ренци       | 40,8 % | 31 из 73 | 57,2 % |
| 2019   | 26 мая     | Лига                   | Маттео Сальвини    | 34,3 % | 29 из 76 | 54,5 % |
| 2024   | 8—9 июня   | Братья Италии          | Джорджа Мелони     | 29,6 % | 24 из 76 | 48,3 % |

## Региональные выборы
Выборы на региональном уровне проводятся периодически для формирования региональных советов (итал. Consiglio Regionale) 20 областей Италии, с 1995 года в некоторых регионах также проводятся прямые выборы президента региона (итал. Presidente della Regione).
Выборы в 15 регионах с обычным статусом (Абруцци, Базиликата, Калабрия, Кампания, Эмилия-Романья, Лацио, Лигурия, Ломбардия, Марке, Молизе, Пьемонт, Апулия, Тоскана, Умбрия, Венето) изначально проводились по классической пропорциональной системе. 23 февраля 1995 года был принят Закон Татареллы, согласно которому в регионах с обычным статусом вводились выборы Советов по мажоритарной системе, а также прямые выборы президентов областей. 13 из 15 областей, кроме Базиликаты и Пьемонта, а также 3 региона из 5 со специальным статусом, внесли соответствующие изменения в региональное законодательство.
До 2010 года, за некоторыми исключениями, все региональные выборы проводились каждые пять лет в один день: впоследствии, из-за досрочного роспуска различных региональных советов, в разных регионах был принят свой график выборов.

## Провинциальные и муниципальные выборы
Муниципальные или административные выборы (итал. elezioni amministrative) в Италии проводятся раз в 5 лет для обновления состава муниципальных (коммунальных) советов (итал. consiglio comunale), а с 1993 года для одновременных прямых выборов мэров (итал. sindaco), которые ранее избирались членами городских советов.
С 1951 по 2013 год административные выборы также включали провинциальные выборы, в ходе которых люди голосовали за членов провинциальных советов (итал. consiglio provinciale), а с 1993 по 2013 год — за одновременные прямые выборы президента провинции (итал. Presidente della Provincia), ранее избираемых провинциальными советами. С 2014 года провинциальные выборы проводятся на основе ограниченного избирательного права, поскольку и Совет, и президент провинции избираются членами соответствующих муниципальных советов.

## Президентские выборы

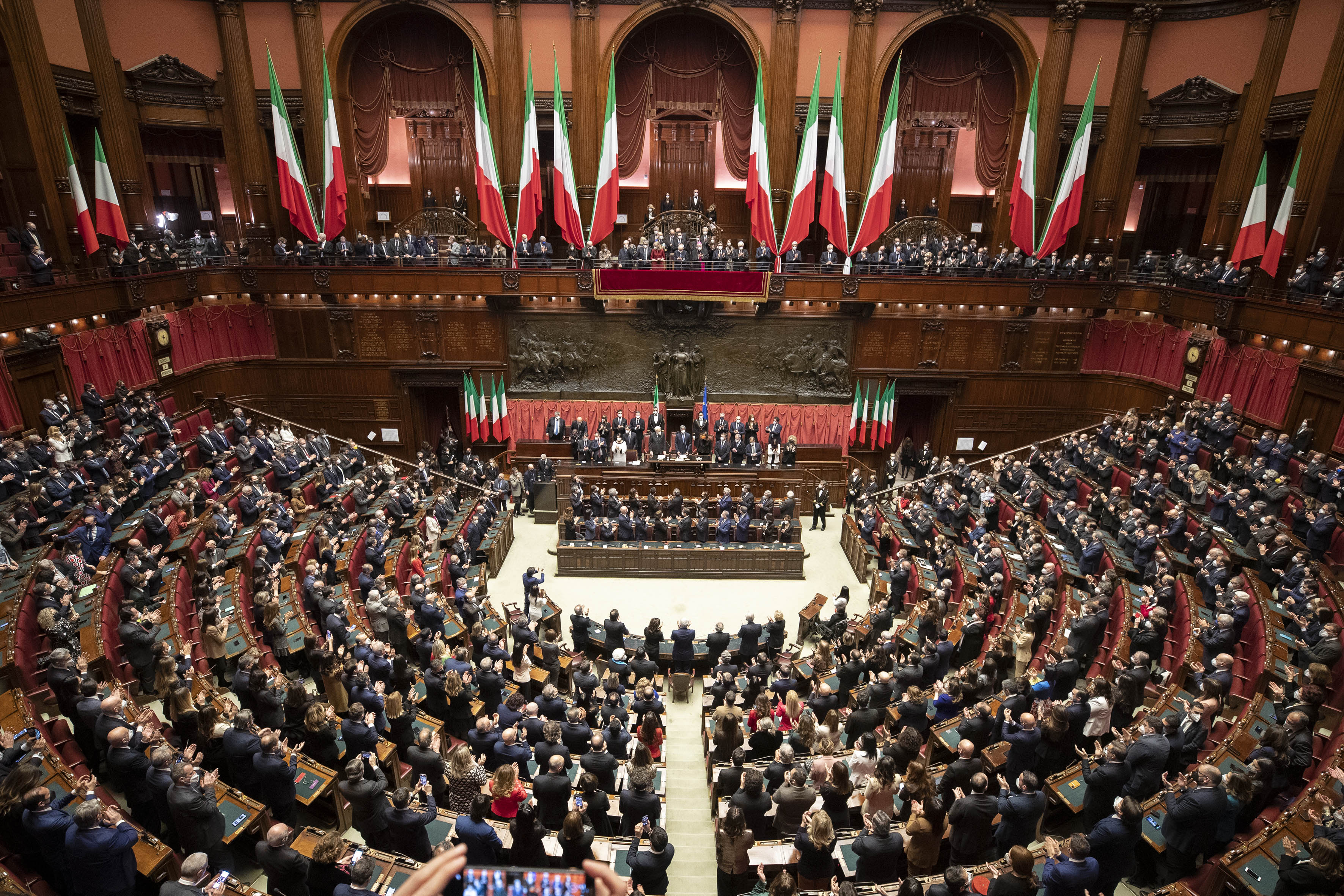
Совместное заседание итальянского парламента для церемонии приведения к присяге президента Маттареллы.

В соответствии с Конституцией Италии Президент Итальянской Республики (Presidente della Repubblica Italiana) избирается на 7 лет тайным голосованием коллегией выборщиков, в которую входят депутаты обеих палат парламента Италии и 58 региональных представителей, по 3 от каждого из двадцати регионов, за исключением Валле-д'Аоста, который представляет только один человек. Поскольку официальной процедуры выдвижения кандидатов не существует, выборщики могут свободно голосовать за любого человека, который соответствует требованиям. Первые три тура требуют большинства в две трети выборщиков для избрания президента. Начиная с четвёртого тура, для избрания требуется абсолютное большинство голосов.
Согласно статьи 84-й Конституции Италии претендент на пост президента обязан иметь итальянское гражданство, достичь возраста 50 лет и пользоваться гражданскими и политическими правами.

## Праймериз
В XXI веке политические партии и коалиции Италии стали проводить предварительные выборы (праймериз) для определения кандидатов. Первой праймериз провела левоцентристская коалиция «Союз» в 2005 году чтобы выбрать кандидатов блока на пост президента региональных советов Апулии и Калабрии. 16 октября того же коалиция «Союз» организовала голосование уже в национальном масштабе чтобы определиться с кандидатом на пост Председателя Совете министров Италии в преддверии парламентских выборов 2006 года. Победителем праймериз стал Романо Проди. После успеха национальных праймериз 2005 года левоцентристские партии и коалиции в последующие годы начали широко использовать этот механизм для отбора своих кандидатов, даже на местном уровне. В отличие от них, правоцентристские партии и коалиции, однако, редко использовали этот инструмент для отбора кандидатов, а во многих случаях даже уклонялись от него. Так, в 2006 году лидер Союза центра Марко Фоллини выступал за проведение праймериз для выбора кандидата блока «Дом свобод» на пост главы Совета министров, но в итоге голосование так и не было проведено. В преддверии выборов 2013 года секретарь «Народа свободы» Анджелино Альфано предпринял новую попытку провести правоцентристские праймериз, но она была сорвана повторным выдвижением кандидатуры Сильвио Берлускони.
С 2010 года правоцентристские партии и коалиции стали также использовать праймериз, но в основном для определения своих кандидатов на местном и региональном уровнях. Иногда, правоцентристы предварительные выборы проводят с целью избрать нового лидера. Так, в 2013 году Маттео Сальвини был избран на праймериз федеральным секретарём Лиги Севера, обойдя основателя партии Умберто Босси, а в 2014 году Джорджа Мелони возглавила партию «Братья Италии», одержав победу в ходе внутрипартийного голосования.
В Италии не существует ни общенациональных, ни региональных законов, регулирующих первичные выборы, лишь в Тоскане с 2004 по 2014 год действовал соответствующий закон. В результате партии и коалиции сами определяют правила своих праймериз и берут на себя ответственность за всю организацию, включая организацию избирательных участков и подсчёт результатов. Проводятся как открытые праймериз с допуском к голосованию всех избирателей и — даже при отсутствии активного электората — регулярных постоянные иностранных граждан, постоянно проживающих в Италии и подростков с 16 лет, так и закрытые голосования, в которых участвуют только члены партии.